# Hipótesis Q+/Papías

Diagrama de la hipótesis Q+/Papías. Cada documento extrajo de cada uno de sus predecesores. En primero lugar el hipotético Logoi (Q+), seguido de Marcos, luego Mateo, a continuación la Exposición de Papías, y finalmente Lucas-Hechos.

Desarrollada por Dennis R. MacDonald, la hipótesis Q+/Papías (Q+/PapH) ofrece una solución alternativa al problema sinóptico. MacDonald prefiere llamar a esta versión ampliada de Q el Logoi de Jesús, que se supone, había sido su título original. Logoi es un término griego que significa «palabra».
El Q+/PapH tiene similitudes con soluciones previas al problema sinóptico. Al igual que la hipótesis de los dos documentos (2DH), el Q+/PapH afirma que Mateo y Lucas han utilizado un documento Q. Al igual que la hipótesis de Farrer (FH), afirma que Mateo utilizó Marcos y que Lucas utilizó tanto Marcos y Mateo. Al igual que la hipótesis modificada de los dos documentos (M2DH), afirma que Marcos también utilizó el documento Q.

## Reconstruyendo elLogoi de Jesús

### Primitivismo
Cuando dos o más textos incluyen contenidos paralelos, la hipótesis Q+/Papías utiliza los siguientes criterios para determinar qué versión es más primitiva:
- Una versión independiente es más primitiva que una dentro de un contexto narrativo.
- Una versión unificada es más primitiva que una que aparece en múltiples contextos.
- Cuando un dicho se basa en un texto bíblico, una versión que está más cerca al texto antecedente es más primitiva que una que confunde la relación.
- Una versión que exhibe dificultad es más primitiva que una que parece haber sido mejorada.
- Una versión que es sustancial y equilibrada es más primitiva que una que contiene explicaciones.
- Una versión exhibiendo las calidades redaccionales de su texto de acogida es menos primitiva que una que es atípica dentro de su texto de acogida.[1]

Cuando se determinan primitivismos alternos entre diferentes textos (en lugar de un texto siempre exhibiendo una versión más primitiva), esta situación permite la posibilidad de que los textos en cuestión deben haber utilizado otro documento, más antiguo. En el caso de los sinópticos, la Q+/PapH sugiere que este texto anterior son el Logoi de Jesús (Q+).

### Q mínimo de Mateo (MQ-)
Con el fin de reconstruir el Logoi de Jesús (Q+), la hipótesis Q+/Papías procede a determinar una versión mínima de Q utilizada por Mateo (MQ-). MQ- puede reconstruirse mediante referencias solo por Mateo y Marcos debido a dos consideraciones:
- Mateo contiene un número de dobletes (dos narraciones de la misma historia), que es presumiblemente el resultado de Mateo tomando uno de Q y otro de Marcos. A veces la versión que Mateo toma de Q cumple los criterios de primitivismo contra Marcos y parece que incluso han servido como fuente para la versión de Marcos.

- Dobletes que no existen en Mateo (casos en los que Mateo pudo haber incluido el relato de Marcos, pero no lo hace, probablemente porque Mateo encontró la versión no marcana preferible y suficiente).[2]

Los casos de prioridad invertida; es decir, cuando se considera que el contenido de un Evangelio posterior (Mateo) es más primitivo que el contenido de un Evangelio anterior (Marcos); son el impulso para creer que Mateo y Marcos usan un documento Q.

### Q expandido de Mateo (MQ+)
El siguiente paso de acuerdo con la hipótesis Q+/Papías es expandir Q de Mateo (MQ+). Según MacDonald, «no hay ninguna razón para pensar que Mateo se basó en una segunda fuente sólo en estos casos de dobletes y no dobletes».
Los tres tipos de logia utilizados para ampliar MQ- en MQ+ son:
1. La logia de Mateo que se considera como más primitiva que la logia correspondiente en Marcos.
2. La logia de Mateo que puede reflejar el material sobre el que Marcos ha realizado una redacción secundaria.
3. La logia que aparece en Mateo pero no en Marcos.[4]

El Q+/PapH utiliza cuatro criterios para determinar si un logion debe ser incluido en MQ+:
- Criterio A - prioridad invertida: El logion en Mateo exhibe una calidad más primitiva que el logion correspondiente en Marcos. Este criterio se puede aplicar en los casos de los dos primeros tipos de logia.

- Criterio B - evidencia de la tradición: El logion en Mateo presenta evidencia de que Mateo lo heredó.

- Criterio C - congruencia con MQ Mínimo: El logion en Mateo es coherente con otra logia identificada como perteneciente a una fuente pre-marcana de Mateo a través del Criterio A.

- Criterio D - Explicación de la omisión o transformación de Marcos: Si el logion se conserva en Mateo, el intérprete puede postular una explicación plausible de por qué Marcos omite o «radicalmente transforma» si él lo habría visto en Q.[5]

### ElLogoi de Jesús(Q+)
El último paso en la reconstrucción del Logoi de Jesús (Q+) es traer el Evangelio de Lucas en consideración y poner la logia en orden.
Los mismos cuatro criterios utilizados para la construcción de MQ+ se utilizan de nuevo para la logia del Evangelio de Lucas (y algunos de los Hechos de los Apóstoles), con el Criterio A, prioridad invertida, siendo más pertinente.
MacDonald introduce seis nuevos criterios para establecer el orden del Logoi de Jesús:
- Criterio 1: Si los tres evangelios sinópticos conservan el mismo orden para cierta logia, entonces es más sabio seguir este orden también.
- Criterio 2: Si un logion aparece en un solo Evangelio, su ubicación debe determinarse en relación con el resto del contenido del Logoi de Jesús en este Evangelio.
- Criterio 3: Si la logia es compartida por Mateo y Lucas, pero no por Marcos, de acuerdo en este orden; y si las versiones de Lucas exhiben prioridad invertida a la versión de Mateo, a continuación, esta secuencia es preferible.
- Criterio 4: Si dos o más logia están «en deuda con un antecedente bíblico», en referencia al texto bíblico que se utiliza, puede sugerir el orden apropiado.
- Criterio 5: Si diferentes Evangelios presentan la logia en diferentes órdenes, el intérprete debe tener en cuenta las tendencias literarias de los evangelistas y preferir el orden que «muestra el desplazamiento menos redaccional».
- Criterio 6: Si diferentes Evangelios presentan la logia en diferentes órdenes, el intérprete también debe preferir el orden que tenga más sentido dentro de la secuencia de otro material atribuido al Logoi de Jesús.[6]

MacDonald escribe: «Confieso un perjuicio estético: el Evangelio perdido era coherente y se parecía a otros libros antiguos, a diferencia de las reconstrucciones textuales de Q ofrecidas en CEQ o Fleddermann, que son fragmentarias, a menudo incoherente y literariamente sui generis».
Mientras que la mayoría de los anteriores intentos de reconstruir Q utilizan la numeración de capítulo-verso del Evangelio de Lucas, la reconstrucción de MacDonald introduce un nuevo sistema de numeración: trescientos ochenta y nueve versos que comprenden diez capítulos.

## ElLogoi de Jesúsy Deuteronomio
En cuanto reconstruido por MacDonald, el Logoi de Jesús parece haber sido estructurado como una reescritura, o imitación, de Deuteronomio. El título, Logoi de Jesús, en sí mismo evoca Deuteronomio 1:1 (LXX): «Éstos son el logoi que Moisés habló...». MacDonald resume, «el Logoi de Jesús no era una gran variedad suelta de dichos tradicionales torpemente recogidas en discursos: era una reescritura estratégica de Deuteronomio con una estructura y trama coherente y convincente. Sin duda, no es una narrativa tal como se encuentra en los sinópticos, pero es una narración, no obstante».

## Marcos y Q
Como en M2DH, la hipótesis Q+/Papías sostiene que Marcos usó el documento Q en la composición de su Evangelio. Esto es poco ortodoxo, porque los estudiosos del problema sinóptico han generalizado Q como un conjunto de material de superposición en Mateo y Lucas menos el contenido de ambos comparten con Marcos (o, Q = [Mateo || Lucas] - Marcos).

## La importancia de Papías
Después de construir un documento Q+, MacDonald vuelve su atención al escritor cristiano del siglo II Papías de Hierápolis. En algunos de los pocos fragmentos de sus escritos que han quedado, Papías intenta resolver el problema sinóptico. Conocía el Evangelio de Marcos y lo que él entiende como dos traducciones del Evangelio de Mateo en griego (de un original hebreo). MacDonald sugiere que los textos mencionados por Papías en efecto eran el Evangelio de Mateo y el Logoi de Jesús, que podría ser fácilmente confundido como una versión abreviada de Mateo.

## Implicaciones para el Jesús histórico
Uno de los criterios más importantes para establecer el Jesús histórico es el criterio de atestación múltiple, es decir, la descripción o los dichos de Jesús se atestiguan en múltiples fuentes independientes. Por ejemplo, en la obra de John Meier, Un Judio Marginal: Replanteando el Jesús histórico [A Marginal Jew: Rethinking the Historical Jesus], Meier identifica cuatro fuentes independientes para la reconstrucción del Jesús histórico en el Nuevo Testamento: Q, Marcos, Pablo y Juan. Los estudiosos del Jesús histórico, utilizando la hipótesis de las cuatro fuentes, tienen fuentes más independientes de que disponer: además de Q, Marcos, Pablo y Juan; tienen a M y L como fuentes adicionales. Algunos estudiosos también incluyen Ágrafa y los evangelios apócrifos, como el Evangelio de Tomás, aunque la mayoría de los estudiosos consideran que estos son dependientes de los evangelios canónicos.
La hipótesis Q+/Papías, por otro lado, reduce drásticamente el número de fuentes independientes. Q y Marcos no son fuentes independientes para el Jesús histórico porque la Q+/PapH afirma que Marcos usó Q. Juan tampoco puede ser una fuente de atestación independiente, porque la Q+/PapH sostiene que Juan redactó Marcos y/o Lucas. Por la evaluación de MacDonald, el Q+/PapH deja a los estudiosos con únicamente dos fuentes independientes para reconstruir el Jesús histórico: el Logoi de Jesús (Q +) y las indiscutibles epístolas paulinas.

## Recepción académica
La primera recepción de la hipótesis Q+/Papías ha sido positiva. Mientras que los revisores iniciales han sido cautelosos sobre rotundamente abrazar la Q+/PapH, están de acuerdo que la contribución de MacDonald hace avanzar el debate sobre el problema sinóptico. John Kloppenborg, uno de los editores de la edición crítica de Q, ofrece la siguiente opinión: «A pesar de los diversos problemas metodológicos, no hay duda de que los dos Evangelios naúfragos de MacDonald valen un examen cuidadoso y deberían provocar alguna nueva evaluación de la magnitud de Q». Otro crítico, James F. McGrath, escribe, «MacDonald ofrece una posible forma de preservar lo que es más fuerte en los paradigmas actuales que compiten [entre sí], a la vez que identifica sus debilidades, y la búsqueda de una tercera opción que puede resultar satisfactoria para los defensores de ambos [paradigmas]. En consecuencia, el futuro de la investigación sobre el problema sinóptico no puede permitirse el lujo de dar por sentado otro paradigma sin al menos la participación de la propuesta ofrecida por MacDonald».
La Sección Q de la Sociedad de Literatura Bíblica utilizó el libro de MacDonald como punto de partida para una de sus sesiones en la Reunión Anual 2013 en Baltimore, MD.

## Lectura adicional
- Allison, Dale C. (1997). «The Compositional History of Q». The Jesus Tradition in Q. Trinity Press. pp. 62–66. ISBN 978-1-56338-207-9.

- Datos: Q7265251
- Multimedia: Q+/Papias hypothesis / Q7265251